# Cañas (La Rioja)
Cañas ist ein Ort und eine Gemeinde (municipio) mit 96 Einwohnern (Stand: 2024) im Westen der nordspanischen Autonomen Region La Rioja. Die Gemeinde gehört zur bevölkerungsarmen Serranía Celtibérica und zum Weinbaugebiet der Rioja Alta. Der Ort gilt als Heimat des heiligen Dominikus von Silos.

## Lage und Klima
Der Ort Cañas liegt am Río Tuerto in der hügeligen Landschaft der Rioja etwa 40 km (Fahrtstrecke) südwestlich von Logroño in einer Höhe von ca. 655 m. Die Entfernung nach Burgos beträgt ca. 82 km in westlicher Richtung; die sehenswerten Nachbarorte Nájera und Santo Domingo de la Calzada befinden sich ca. 15 km östlich bzw. etwa 12 km nordwestlich. Das Klima ist gemäßigt bis warm; Regen (ca. 590 mm/Jahr) fällt überwiegend im Winterhalbjahr.

## Bevölkerungsentwicklung
| Jahr      | 1857 | 1900 | 1950 | 2002 | 2018 |
| Einwohner | 304  | 277  | 321  | 125  | 97   |

Die Reblauskrise im Weinbau, die zunehmende Mechanisierung der Landwirtschaft, die Aufgabe bäuerlicher Kleinbetriebe und die daraus resultierende Arbeitslosigkeit haben seit der Mitte des 20. Jahrhunderts zu einem deutlichen Bevölkerungsrückgang geführt (Landflucht).

## Wirtschaft
Die Landwirtschaft (Anbau von Kartoffeln, Weizen, Gerste und Rüben) spielt immer noch die wichtigste Rolle im wirtschaftlichen Leben der kleinen Gemeinde; auch Milchwirtschaft und Geflügelzucht wird betrieben.

## Geschichte
Die erste urkundliche Erwähnung des Platzes stammt aus dem Jahr 922 und bezieht sich auf die Übertragung des Klosters Santa María an die Abtei von San Millán de la Cogolla; ob der Ort damals schon existierte oder das kleine Kloster isoliert stand, ist nicht bekannt. Eine weitere Urkunde aus dem Jahr 1047 bestätigt die Besitzverhältnisse. Im Jahre 1170, also nur wenige Jahre nach dem Tod des hl. Bernhard von Clairvaux (1153) stifteten der Graf Lópe Díaz de Haro und seine Frau Doña Aldonza Ruiz de Castro die beiden benachbarten Landgüter (villae) Cañas und Canillas den Nonnen aus dem Benediktinerinnenkloster Las Ayuelas bei Santo Domingo de la Calzada, die sich dem Orden der Zisterzienserinnen angeschlossen hatten. Die Grafentochter Doña Urraca López de Haro y Ruiz de Castro, die im Kapitelsaal beigesetzte erste Äbtissin des Klosters, begann in der 1. Hälfte des 13. Jahrhunderts mit den Bauarbeiten an der Kirche und am Kapitelsaal.

## Sehenswürdigkeiten

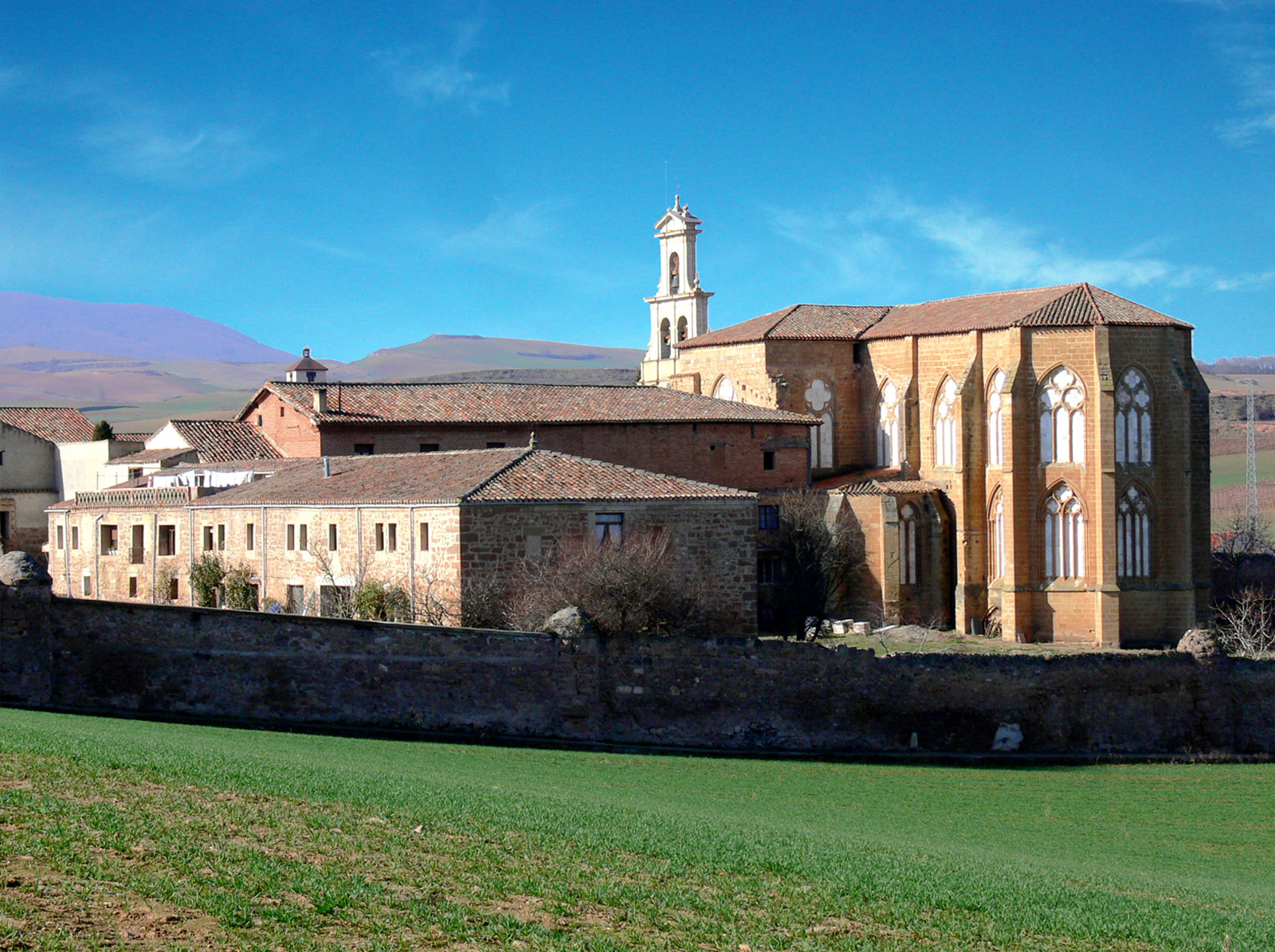
Zisterzienserinnenkloster Santa María de San Salvador

- Die einschiffige – hauptsächlich aus Ziegelsteinen errichtete – Pfarrkirche La Asunción wirkt von außen arg zusammengestückelt, da sie Bauteile aus dem 12., 16. und 18. Jahrhundert enthält. Auch der Altarretabel (retablo) vereinigt Teile aus unterschiedlichen Epochen.[4]
- Das Zisterzienserinnenkloster Santa María de San Salvador wurde im Jahre 1170 gegründet; es steht am nordöstlichen Rand des Ortes. Die um die Mitte des 13. Jahrhunderts fertiggestellte Osthälfte der Kirche gehört zu den frühesten Beispielen gotischer Architektur in Spanien. Der schmucklose Kreuzgang entstand hauptsächlich im 18. Jahrhundert, lediglich der gotische Kapitelsaal wurde bereits Mitte des 13. Jahrhunderts fertiggestellt. Das Langhaus der Kirche wurde erst im 16. Jahrhundert unter der Leitung der Äbtissin Leonor de Osorio vollendet; sie gab auch den Auftrag für das große Altarretabel (retablo), das sowohl geschnitzte Teile als auch Bildtafeln enthält. Andere Teile des Kreuzgangs und der Klostergebäude sind das Werk des 17. bis 20. Jahrhunderts.

Umgebung
- Außerhalb des Ortes liegt die kleine Einsiedelei Ermita de Santa María aus dem 16./17. Jahrhundert. Der Bau beherbergt einen kleinen Altarretabel mit zwei Gemälden (Verkündigung des Herrn und Mariä Heimsuchung) aus dem 17. Jahrhundert.[5]

## Persönlichkeiten
- Dominikus von Silos (ca. 1005–1073), Heiliger